# Krizanovski
Krizanovski (del ruso: Кулика) es un jútor del raión de Krasnoarméiskaya, en el sur de Rusia. Está situado en el delta del Kubán, en la orilla derecha de su distributario Protoka, frente a Slaviansk-na-Kubani, 11 km al sur de Poltávskaya y 67 km al noroeste de Krasnodar, la capital del krai. Tenía 413 habitantes en 2010
Pertenece al municipio Trudobelikovskoye.